# DJ Balloon
DJ Balloon, właśc. Oliver Lübbering – niemiecki DJ i producent muzyczny.

## Dyskografia

### Albumy studyjne z Balloon
| Rok  | Dane dot. albumu                                                                                    |
| ---- | --------------------------------------------------------------------------------------------------- |
| 2001 | Bad & Sexy - Wydany: 26 listopada 2001 - Wytwórnia: EastWest Records - Format: CD, digital download |
| 2001 | Horny & Mean - Wydany: 2001 - Wytwórnia: Nice And Firm - Format: CD                                 |

### EP z Balloon
| Rok  | Dane dot. albumu                                                  |
| ---- | ----------------------------------------------------------------- |
| 2000 | E.P. - Wydany: 9 listopada 2000 - Wytwórnia: Uptempo - Format: LP |

### Jako główny artysta
| Rok                          | Tytuł                                            | Najwyższe pozycje na listach |
| Rok                          | Tytuł                                            | DEU                          |
| ---------------------------- | ------------------------------------------------ | ---------------------------- |
| 1996                         | „Where Is My F***ing Balloon”                    | –                            |
| 1997                         | „Going Back to My Fxxx Roots”                    | –                            |
| 1997                         | „For Fun”                                        | –                            |
| 2003                         | „Are U Ready 4 This?”                            | –                            |
| 2004                         | „Klatschen” (& Helljockeys aka. Marc Acardipane) | –                            |
| 2005                         | „Whoopie Whoopie” (Acardipane)                   | 86                           |
| 2006                         | „Go West” (Acardipane)                           | –                            |
| „–” singel nie był notowany. |                                                  |                              |

### Single z Balloon
| Rok                          | Tytuł          | Najwyższe pozycje na listach | Najwyższe pozycje na listach | Najwyższe pozycje na listach | Najwyższe pozycje na listach |
| Rok                          | Tytuł          | DEU                          | AUT                          | CHE                          | DNK                          |
| ---------------------------- | -------------- | ---------------------------- | ---------------------------- | ---------------------------- | ---------------------------- |
| 1998                         | „Blow Job”     | –                            | –                            | –                            | –                            |
| 2000                         | „Pussylovers”  | 67                           | –                            | –                            | –                            |
| 2000                         | „Monstersound” | 21                           | 13                           | 98                           | 10                           |
| 2001                         | „Technorocker” | 44                           | 43                           | –                            | 18                           |
| 2001                         | „Bad & Sexy”   | 74                           | –                            | –                            | –                            |
| „–” singel nie był notowany. |                |                              |                              |                              |                              |